# Concord (Caroline du Nord)
Pour les articles homonymes, voir Concord.
La ville de Concord est le siège du comté de Cabarrus, situé dans l’État de Caroline du Nord, aux États-Unis. Sa population s’élevait à 79 066 habitants lors du recensement de 2010, estimée à 92 067 habitants en 2017.

## Démographie
| Groupe            | Concord | Caroline du Nord | États-Unis |
| ----------------- | ------- | ---------------- | ---------- |
| Blancs            | 70,4    | 68,5             | 72,4       |
| Afro-Américains   | 17,9    | 21,5             | 12,6       |
| Autres            | 6,5     | 4,4              | 6,4        |
| Asiatiques        | 2,6     | 2,2              | 4,8        |
| Métis             | 2,3     | 2,2              | 2,9        |
| Amérindiens       | 0,4     | 1,3              | 0,9        |
| Total             | 100     | 100              | 100        |
|                   |         |                  |            |
| Latino-Américains | 12,3    | 8,4              | 16,7       |

Selon l'American Community Survey, pour la période 2011-2015, 85,22 % de la population âgée de plus de 5 ans déclare parler anglais à la maison alors que 10,52 % déclare parler l'espagnol, 0,54 % le vietnamien et 3,73 % une autre langue.
| 1870 | 1880  | 1890  | 1900  | 1910  | 1920  |
| ---- | ----- | ----- | ----- | ----- | ----- |
| 878  | 1 264 | 4 339 | 7 910 | 8 715 | 9 903 |

| 1930   | 1940   | 1950   | 1960   | 1970   | 1980   |
| ------ | ------ | ------ | ------ | ------ | ------ |
| 11 820 | 15 572 | 16 486 | 17 799 | 18 464 | 16 942 |

| 1990   | 2000   | 2010   | - | - | - |
| ------ | ------ | ------ | - | - | - |
| 27 347 | 55 977 | 79 066 | - | - | - |

## Source
- (en) Cet article est partiellement ou en totalité issu de l’article de Wikipédia en anglais intitulé « Concord, North Carolina » (voir la liste des auteurs).

1. ↑  (en) « Concord, LA Population - Census 2010 and 2000 », sur censusviewer.com.
2. ↑  (en) « Population of North Carolina - Census 2010 and 2000 », sur censusviewer.com.
3. ↑  (en) « Language spoken at home by ability to speak English for the population 5 years and over », sur factfinder.census.gov.
4. ↑  (en) « Statistiques des États-Unis - Caroline du Nord - Profils des communautés de 2010 » (consulté en novembre 2020)